# Serra de Marvão
A Serra de Marvão é uma elevação de Portugal Continental, com 865 metros de altitude. Situa-se no concelho de Marvão, nos contrafortes da serra de São Mamede, que atinge mais de 1000m (ou seja, o ponto mais alto de Portugal continental a Sul do Rio Tejo) .
A Serra de S. Mamede pertence ao Alentejo que, na sua generalidade é plana e se desenvolve maioritariamente a altitudes muito menores. Devido ao efeito orográfico a precipitação é mais alta e a temperatura mais baixa na área da Serra de S. Mamede do que nas regiões circundantes.